# Corneille Lamandé
Pour les articles homonymes, voir Lamande.
Corneille Mandé de Lamandé, né aux Sables-d'Olonne le 16 août 1776 et mort à Paris le 1er juillet 1837, est un ingénieur spécialiste des ouvrages d'art et homme politique français.

## Biographie

### Un fils d'une famille d'ingénieurs
Fils d'un ingénieur des ponts et chaussées de renom, François Laurent Lamandé, et d’Angélique Jacobsen, fille de Cornil-Guislain Jacobsen de la Crosnière (1709-1787), lequel  s'installa dans l'île de Noirmoutier en 1740, et était le descendant du corsaire dunkerquois d'origine néerlandaise Michel Jacobsen. Cornil-Guislain Jacobsen s'est enrichi par la mise en valeur de l'île (asséchement, endiguements, etc.) que continuera après lui son fils Jean-Corneille (1750-1834).
 
Le prénom de Corneille est la traduction française du prénom de son grand-père maternel Cornil. En 1783, il entre au Collège d'Harcourt à Paris. 
En pleine tourmente révolutionnaire, en 1793, il intègre l'école des ponts et chaussées pour, un an plus tard, rejoindre la première promotion de la toute nouvelle École polytechnique que vient de créer la convention thermidorienne en décembre 1794.
Élève-ingénieur, Lamandé démontre de ses capacités intellectuelles à l’école en s’y révélant un de ses plus brillants sujets. Lors de son passage en école d'application, il est chef de brigade et obtient le premier prix pour un projet de pont en pierre mis au concours. 
En 1798, il est envoyé au Havre pour continuer un ouvrage commencé par son père qui assure sans interruption la modernisation des infrastructures portuaires depuis la fin de l’Ancien Régime. En 1799, Lamandé sort diplômé de l'École des ponts et chaussées.

### Un architecte en vue
D'abord ingénieur ordinaire au ministère de la Marine puis à celui de l'Intérieur, il est chargé en 1800 de l'entretien des quais et des ponts de la Seine à Paris. C’est à ce poste qu’il se fait connaître pour la réalisation de deux ouvrages d'art majeur, le Pont d'Austerlitz puis celui d’Iéna.
Pour le premier, dont la construction débute en 1802, Lamandé imite les Britanniques alors très en avance dans ce domaine et adopte le principe d’arches en fonte sous la direction de Joseph Marie Stanislas Becquey-Beaupré. À cette époque, la fonte est un nouveau matériau de fabrication facile pouvant par moulage prendre toutes les formes. Le pont est ouvert en 1806 sous le nom  d'Austerlitz pour marquer la victoire toute récente de l’empereur. L’ouvrage ressemble beaucoup au pont des Arts qui l’a précédé à Paris dans la technique de construction métallique. Des pièces en fonte forment des arches de trente mètres de portée qui reçoivent un tablier horizontal d'une centaine de mètres. Admiré pour son élégance, il résistera cependant mal à l’utilisation intensive qu’il connaîtra au début du XIXe siècle. Si la fonte répond bien à la compression, elle souffre cependant des effets des vibrations et des variations de température qui brisent les pièces inexorablement. Menaçant de s'effondrer, le pont est détruit en 1854 pour être reconstruit en maçonnerie.
Pour le second, qui relie le Champ-de-Mars aux jardins du Trocadéro, Lamandé opte pour la pierre de taille, matériau traditionnel, certes plus solide que la fonte, mais surtout plus prestigieux d’apparence selon les vœux de l’Empereur. Construit de 1806 à 1813, entièrement financé par l’État — d’où sa gratuité pour les usagers — l’ingénieur innove dans la méthode de construction. Il emploie une chaux hydraulique de son invention qui lui permet de renforcer la solidité de l’appareil. Le pont franchit la Seine sur près de 200 mètres par cinq arches en voûtes surbaissées d’une trentaine de mètres de portée. Le dessin du pont, équilibré et loué par les contemporains, sera conservé lors des réfections ultérieures qui viseront en 1937 à augmenter la largeur du tablier.
À la même époque que ses succès parisiens, Lamandé est envoyé à Rouen pour y terminer un pont sur la Seine, projet que son père avait envisagé dès 1783 et qui avait été à peine esquissé. Posé très en amont du fleuve, utilisant la pointe de l'île Lacroix pour faciliter sa réalisation, l’ouvrage possède de fait un tracé brisé, en forme circonflexe, qui lui donnera son premier nom d'usage. En dépit du soutien appuyé de Napoléon, ce projet difficile ne sera achevé qu’en 1829, sous la Restauration. Il sera baptisé « Pont Corneille » en 1848.
Les années suivantes, Lamandé intervient sur plusieurs quais de la capitale — les bords de Seine prennent alors définitivement leur physionomie actuelle — et consolide plusieurs ponts (Pont Notre-Dame, Pont au Change). Membre du conseil des travaux publics en 1809, ingénieur en chef de la Seine en 1815, on lui doit alors, aux environs de Paris, l'achèvement du pont de Sèvres et la modernisation du canal de Saint-Maur.

### Un notable conservateur
Nommé inspecteur divisionnaire en 1821, membre du conseil général de la Sarthe, région où son père s’était établi, il se présente et est élu à la députation en 1827 dans la circonscription de la Flèche. D'option libérale et soutien de la majorité ministérielle, Lamandé prône l'abolition de la censure en matière de presse. Il défend aussi le renforcement du monopole de l'État sur l'entretien et la construction des routes afin de les libérer des nombreux péages qui rémunèrent les entreprises privées qui les ont réalisées.
Réélu en 1830 à la Chambre, il démissionne après des journées de juillet, considérant selon ses propres mots « que les évènements qui venaient de s'accomplir avaient changé les conditions sous lesquelles il avait reçu le mandat de ses concitoyens ».
Inspecteur divisionnaire, Lamandé — qui n’a pas abandonné ses activités d’ingénieur — est nommé en 1835 inspecteur général des ponts et chaussées. Alors qu'il s’occupe encore une fois de l'agrandissement du port du Havre, il meurt subitement en 1837.
Corneille Lamandé qui s'est marié en 1809 à Laval avec Hélène Martin de Blanchardière (1785-1853) a eu plusieurs enfants, Marie Victorine (1811-1888), Louis Jules (1815-1895) maire de La Flèche et propriétaire du château du Doussay, Henri Auguste (1816-1858), inspecteur des finances, et le général Charles François (1820-1900). Une partie de cette descendance conservera des liens avec le monde des travaux publics. Marie Victorine est ainsi l'épouse d'Eugène Homberg (1804-1876), ingénieur polytechnicien (X1824) comme son frère Charles François (X1839).